# Бахрабад – Читтагонг
Бахрабад — Читтагонг — газопровід, який сполучає газотранспортний хаб в районі Бахрабаду із другим за розмірами містом Бангладеш Читтагонгом.
У 1982 році почалась розробка розташованого на сході Бангладеш родовища Бахрабад, від якого у південному напрямку проклали газопровід довжиною 175 км та діаметром труб 600 мм. Він досягає Читтагонгу, де сполучається із створеним навколо цього міста газопровідним кільцем, яке має довжину 59 км та виконане у різних діаметрах — 600 мм, 500 мм та 400 мм. Газопровід від Бахрабада розрахований на робочий тиск у 6,9 МПа та має пропускну здатність у 8,5 млн.м3 на добу, тоді як газопровідне кільце при схожій пропускній здатності працює з тиском лише 2,4 МПа.
Великими споживачам поданого до Читтагонгу ресурсу стали завод з виробництва азотних добрив Chittagong Urea Fertilizer Limited (CULF), ТЕС Шікалбаха, плавуча ТЕС C-BMPP (стала до ладу в 1986-му), ТЕС Раозан (введена в експлуатацію у 1993 — 1997 роках), ще один завод азотних добрив Karnaphuli Fertilizer Company Limited (Kafco, запущений в 1994-му) та паперовий комбінат Karnaphuli Paper Mill. Крім того, від початкової ділянки газопроводу відходить перемичка, яка живить ТЕС Чандпур.
З іншої сторони, до траси Бахрабад — Читтагонг була під'єднана перемичка від малого газового родовища Фені (наразі вже виведене з експлуатації) та планується підключення іншого малого родовища Бегумгандж. Крім того, до місця сполучення трубопроводу Бахрабад — Читтагонг із читтагонзьким газопровідним кільцем вивели трубопровід Сангу – Читтагонг (перший бангладеський офшорний газопровід) та перемичку від газового родовища Семутанг.
Наприкінці 2010-х для покриття зростаючого попиту на блакитне паливо у Бангладеш створили термінал для імпорту ЗПГ Мохешкалі, ресурс від якого надходить по трубопроводу Мохешкалі – Читтагонг та може постачатись далі на північ по реверсованому трубопроводу від Бахрабаду. В подальшому на трасі Читтагонг — Бахрабал збираються прокласти другу нитку діаметром 900 мм, що дозволить збільшити поставки до Бахрабаду, яким тим часом перетворився на газовий хаб, з'єднаний зі столицею країни (трубопровід Бахрабад – Дакка) та іншим газовим хабом у Ашуганджі (трубопровід Ашугандж – Бахрабад).